# Zagracsani
Zagracsani (macedónul: Заграчани albánul Zagraçani) település Észak-Macedóniában, a Délnyugati körzetben, Sztruga községben.

## Népesség
| Lakosok száma | 404  | 618  | 788  | 617  | 856  | 5    | 1008 | 1075 | 736  |
|               | 1948 | 1953 | 1961 | 1971 | 1981 | 1991 | 1994 | 2002 | 2021 |

2002-ben 1075 lakosa volt, akik közül 1071 albán, 1 macedón és 3 egyéb.